# Aneura tonnoiri
Aneura tonnoiri är en tvåvingeart som beskrevs av Zaitzev 2002. Aneura tonnoiri ingår i släktet Aneura och familjen svampmyggor. Inga underarter finns listade i Catalogue of Life.